# Икай
Икай (яп. 位階, «лестница чинов») — японская табель о рангах для лиц, состоящих на государственной службе.
Впервые была введена в начале VII века; в сильно изменённом виде существует до настоящего времени.
Ранние версии табели связывали чины с должностями и материальным пособием, на которое могли претендовать носители чина.
В современной версии чин всегда присваивается посмертно в качестве государственной награды, например, застреленный в 2022 году премьер-министр Синдзо Абэ получил статус чиновника первого класса младшей степени (яп. 従一位 дзюитии).
Посмертный чин может быть присвоен любым лицам, чьи заслуги сочтут достаточно значительными, например, писателям или актёрам, но чины госслужащих практически всегда оказываются выше.

## Система двенадцати рангов
Первая в Японии версия табели придворных рангов была учреждена в 603 году принцем-регентом Сётоку для знати. Табель была составлена по китайскому образцу и регламентировала, в частности, цвет одежды и форму головного убора каммури у придворных чиновников.

## Икай (701—1868)
В 701 году кодексом «Тайхорё» была установлена новая табель рангов — икай. В ней были предусмотрена простая группа рангов для членов императорской фамилии (сам император был вне ранга) и более сложная группа рангов для всех прочих лиц, находящихся на государственной службе. Каждый ранг для чиновников делился на старшую (яп. 正 сё:) и младшую (яп. 従 дзю) степень. Начиная с четвёртого ранга, каждая степень дополнительно делилась на старший (яп. 上 дзё:) и младший (яп. 下 гэ) разряд. Четыре ранга для членов императорской фамилии примерно соответствовали первым четырём рангам для прочих лиц.
Высшие ранги могли быть пожалованы только указом императора (яп. 勅授 тёкудзю), средние — после доклада императору и его одобрения (яп. 奏授 со:дзю), низшие — начальником, например, министром (яп. 判授 хандзю). Существовало соответствие между рангом и должностью, которую мог занять обладатель ранга. Например, начальник дворцового арсенала (яп. 兵庫頭 хё:го но ками) обычно находился в пятом классе младшего разряда младшей степени (яп. 従五位下), но соответствие не было строгим, и человек мог занимать должности несколько выше или ниже своего ранга. Кроме того, все государственные чиновники получали натуральное пособие: высшие ранги — в виде земельных угодий и приписных семей для взимания с них податей, низшие — как правило, в виде материалов для изготовления одежды, таких как шёлк, полотно, вата.
Система просуществовала до реставрации Мэйдзи в 1868 году, после чего была реформирована.
| Ранги для членов императорской фамилии | Ранги для членов императорской фамилии | Ранги для членов императорской фамилии           | Ранги для членов императорской фамилии | Ранги для членов императорской фамилии | Ранги для членов императорской фамилии                | Ранги для членов императорской фамилии | Ранги для членов императорской фамилии |
| Иероглифы                              | Транскрипция                           | Перевод                                          | Способ назначения                      | Примеры должностей | Пособие                                               | Некоторые носители ранга |                                        |
| -------------------------------------- | -------------------------------------- | ------------------------------------------------ | -------------------------------------- | --- | ----------------------------------------------------- | --- | -------------------------------------- |
| 一品                                   | Иппон                                  | Первый ранг                                      | Указом императора                      | | Земельные угодья или семьи для взимания с них податей | Принцесса Сумико, Арисугава-но-мия Такахито |                                        |
| 二品                                   | Нихон                                  | Второй ранг                                      | Указом императора                      | | Земельные угодья или семьи для взимания с них податей | Арисугава-но-мия Тарухито, принцесса Кадзу-но-мия Тикако, Ямасина-но-мия Акира                                                                          |                                        |
| 三品                                   | Самбон                                 | Третий ранг                                      | Указом императора                      | | Земельные угодья или семьи для взимания с них податей | |                                        |
| 四品                                   | Сихон                                  | Четвёртый ранг                                   | Указом императора                      | | Земельные угодья или семьи для взимания с них податей | |                                        |
| Ранги для прочих лиц                   |                                        |                                                  |                                        | |                                                       | |                                        |
| Иероглифы                              | Транскрипция                           | Перевод                                          | Способ назначения                      | Примеры должностей | Пособие                                               | Некоторые носители ранга |                                        |
| 正一位                                 | Сё:итии                                | Первый класс старшей степени                     | Указом императора                      | Нет (начиная с периода Хэйан, присваивалась исключительно посмертно, прижизненное присвоение случилось всего 5 раз)                                                                                      | Земельные угодья или семьи для взимания с них податей | Фудзивара-но Фухито (720), Сугавара-но Митидзанэ (993), Токугава Иэясу (1617), Сайго-но цубонэ (1628), Токугава Хидэтада (1632), Токугава Иэмицу (1651) |                                        |
| 従一位                                 | Дзюитии                                | Первый класс младшей степени                     | Указом императора                      | Дайдзё-дайдзин (главный министр) | Земельные угодья или семьи для взимания с них податей | Тайра-но Киёмори (1167), Маэда Тосииэ (1599), Адзаи Го (1626)                                                                                           |                                        |
| 正二位                                 | Сё:нии                                 | Второй класс старшей степени                     | Указом императора                      | Садайдзин (левый министр) Удайдзин (правый министр) | Земельные угодья или семьи для взимания с них податей | Минамото-но Ёритомо (1189), Тоётоми Хидэёри (1602), Коноэ Тадахиро (1824)                                                                               |                                        |
| 従二位                                 | Дзюнии                                 | Второй класс младшей степени                     | Указом императора                      | Садайдзин (левый министр) Удайдзин (правый министр) | Земельные угодья или семьи для взимания с них податей | Ходзё Масако (1218), Тайра-но Токико (XII век), Тоётоми Хидэнага (1587), Токугава Мунэнари (1839), Касуга-но цубонэ (1628)                              |                                        |
| 正三位                                 | Сё:самми                               | Третий класс старшей степени                     | Указом императора                      | Дайнагон (старший императорский советник) | Земельные угодья или семьи для взимания с них податей | Фудзивара-но Мататэ (764), Такано-но Ниигаса (781), Китабатакэ Томонори (1557)                                                                          |                                        |
| 従三位                                 | Дзюсамми                               | Третий класс младшей степени                     | Указом императора                      | Тюнагон (средний императорский советник, с 761 года) Дандзёин (глава палаты цензоров, с 759 года) коноэ-но-дайсё (командующий императорской гвардией, с 807 года) дадзай-но-соцу (руководитель Дадзайфу) | Земельные угодья или семьи для взимания с них податей | Тэнсё-ин (1858) |                                        |
| 正四位上                               | Сё:сиидзё:                             | Четвёртый класс старшей степени старшего разряда | Указом императора                      | Тюнагон (705–761) накацукаса-кё (глава центрального министерства) | Главным образом материалы для одежды                  | |                                        |
| 正四位下                               | Сё:сиигэ                               | Четвёртый класс старшей степени младшего разряда | Указом императора                      | главы министерств Дайдзёкана за исключением центрального министерства | Главным образом материалы для одежды                  | Мацунага Хисахидэ (1561) |                                        |
| 従四位上                               | Дзюсиидзё:                             | Четвёртый класс младшей степени старшего разряда | Указом императора                      | Дандзёин (глава палаты цензоров, до 759 года) Садайбэн (главный левый инспектор) Удайбэн (главный правый инспектор) Коноэ-но тюдзё (заместитель командующего императорской гвардией, с 807 года)         | Главным образом материалы для одежды                  | |                                        |
| 従四位下                               | Дзюсиигэ                               | Четвёртый класс младшей степени младшего разряда | Указом императора                      | Дзингихаку (председатель Дзингикана) Дадзай-но дайни (заместитель руководителя Дадзайфу, с 793 года) Дандзё-дайхицу (заместитель главы палаты цензоров, с 823 года)                                      | Главным образом материалы для одежды                  | Тайра-но Тадамори |                                        |
| 正五位上                               | Сё:гоидзё:                             | Пятый класс старшей степени старшего разряда     | Указом императора                      | Сасёбэн (второй помощник левого инспектора) Усёбэн (второй помощник правого инспектора) накацукаса-но тайфу (заместитель главы центрального министерства)                                                | Главным образом материалы для одежды                  | |                                        |
| 正五位下                               | Сё:гоигэ                               | Пятый класс старшей степени младшего разряда     | Указом императора                      | Сатюбэн (первый помощник левого инспектора) Утюбэн (первый помощник правого инспектора) | Главным образом материалы для одежды                  | Кусуноки Масасигэ |                                        |
| 従五位上                               | Дзюгоидзё:                             | Пятый класс младшей степени старшего разряда     | Указом императора                      | тайкоку-но ками (губернатор великой провинции) | Главным образом материалы для одежды                  | Санада Нобуюки (1591) |                                        |
| 従五位下                               | Дзюгоигэ                               | Пятый класс младшей степени младшего разряда     | Указом императора                      | дзёкоку-но ками (губернатор большой провинции) Дзинги-но тайфу (старший заместитель председателя Дзингикана) Сёнагон (младший императорский советник)                                                    | Главным образом материалы для одежды                  | Ходзё Удзинао (1575), Хаяси Наринага (1588) |                                        |
| 正六位上                               | Сё:рокуидзё:                           | Шестой класс старшей степени старшего разряда    | С одобрения императора по докладе ему  | Дзинги-но сёфу (младший заместитель председателя Дзингикана) | Материалы для одежды                                  | |                                        |
| 正六位下                               | Сё:рокуигэ                             | Шестой класс старшей степени младшего разряда    | С одобрения императора по докладе ему  | | Материалы для одежды                                  | |                                        |
| 従六位上                               | Дзюрокуидзё:                           | Шестой класс младшей степени старшего разряда    | С одобрения императора по докладе ему  | Дзинги-но дайю (старший помощник председателя Дзингикана) | Материалы для одежды                                  | |                                        |
| 従六位下                               | Дзюрокуигэ                             | Шестой класс младшей степени младшего разрядас   | С одобрения императора по докладе ему  | Дзинги-но сёю (младший помощник председателя Дзингикана) | Материалы для одежды                                  | |                                        |
| 正七位上                               | Сё:ситиидзё:                           | Седьмой класс старшей степени старшего разряда   | С одобрения императора по докладе ему  | | Материалы для одежды                                  | |                                        |
| 正七位下                               | Сё:ситиигэ                             | Седьмой класс старшей степени младшего разряда   | С одобрения императора по докладе ему  | | Материалы для одежды                                  | |                                        |
| 従七位上                               | Дзюситиидзё:                           | Седьмой класс младшей степени старшего разряда   | С одобрения императора по докладе ему  | | Материалы для одежды                                  | |                                        |
| 従七位下                               | Дзюситиигэ                             | Седьмой класс младшей степени младшего разряда   | С одобрения императора по докладе ему  | | Материалы для одежды                                  | |                                        |
| 正八位上                               | Сё:хатиидзё:                           | Восьмой класс старшей степени старшего разряда   | Начальником                            | | Материалы для одежды                                  | |                                        |
| 正八位下                               | Сё:хатиигэ                             | Восьмой класс старшей степени младшего разряда   | Начальником                            | Дзинги-дайси (старший писарь Дзингикана) | Материалы для одежды                                  | |                                        |
| 従八位上                               | Дзюхатиидзё:                           | Восьмой класс младшей степени старшего разряда   | Начальником                            | Дзинги-сёси (младший писарь Дзингикана) | Материалы для одежды                                  | |                                        |
| 従八位下                               | Дзюхатиигэ                             | Восьмой класс младшей степени младшего разряда   | Начальником                            | | Материалы для одежды                                  | |                                        |
| 大初位上                               | Дайсёидзё:                             | Начальный класс старшей степени старшего разряда | Начальником                            | | Материалы для одежды                                  | |                                        |
| 大初位下                               | Дайсёигэ                               | Начальный класс старшей степени младшего разряда | Начальником                            | | Материалы для одежды                                  | |                                        |
| 少初位上                               | Сё:сёидзё:                             | Начальный класс младшей степени старшего разряда | Начальником                            | | Материалы для одежды                                  | |                                        |
| 少初位下                               | Сё:сёигэ                               | Начальный класс младшей степени младшего разряда | Начальником                            | | Материалы для одежды                                  | |                                        |

## Икай (с 1868)
После реставрации Мэйдзи табель рангов была реформирована.
Были упразднены ранги для императорской фамилии, соответствие чина и должности и связь чина с получением содержания.
Было отменено также деление степеней на разряды (дзё: и гэ) и возможность возведения в чин начальником.
С 1947 года производство в чин совершается исключительно в отношении умерших, чтобы исключить возможность получения каких-либо связанных с чином привилегий.
Впрочем, и до этого времени высшие ранги редко присваивались живым людям.
Последним человеком, получившим при жизни высший ранг, первый класс старшей степени (яп. 正一位 сё:итии), был Сандзё Санэтоми в 1891 году.
Все последующие носители этого ранга получили его уже после смерти, при этом последним получателем стал в 1917 году средневековый правитель Японии Ода Нобунага.
Фактически высшим из доступных рангов является первый класс младшей степени (яп. 従一位 дзюитии).
Его обычно присваивают покойным премьер-министрам, которых считают особо отличившимися в служении стране.
Следующий по «младшинству» ранг, второй класс старшей степени (яп. 正二位 сё:нии), дают обычно несколько менее отличившимся премьер-министрам, ранг ступенькой ниже, второй класс младшей степени (яп. 従二位 дзюнии), — крупным политикам вроде председателей Палаты представителей или Верховного суда.
Ранги с третьего и далее могут получить крупные бизнесмены, писатели, художники и пр.
| Иероглифы | Транскрипция | Перевод                         | Некоторые носители |
| --------- | ------------ | ------------------------------- | --- |
| 正一位    | Сё:итии      | Первый класс старшей степени    | Кусуноки Масасигэ (1880), Нитта Ёсисада (1882), Симадзу Нариакира (1901), Коноэ Тадахиро (1904), Тоётоми Хидэёси (1915), Ода Нобунага (1917, последний получатель)                                         |
| 従一位    | Дзюитии      | Первый класс младшей степени    | Симадзу Хисамицу (1887), Токугава Ёсинобу (1888), Окубо Тосимити (1901), Окума Сигэнобу (1922), Того Хэйхатиро (1934), Сигэру Ёсида (1967), Эйсаку Сато (1975), Ясухиро Накасонэ (2019), Синдзо Абэ (2022) |
| 正二位    | Сё:нии       | Второй класс старшей степени    | Сайсё Ацуси (1910), Марэсукэ Ноги (1916), Эйити Сибусава (1931), Рютаро Хасимото (2006) |
| 従二位    | Дзюнии       | Второй класс младшей степени    | Уэсуги Кэнсин (1908), Датэ Масамунэ (1918), Мори Огай (1922), Хидэки Юкава (1981) |
| 正三位    | Сё:самми     | Третий класс старшей степени    | Кэнкити Ябаси (1927), Исороку Ямамото (1943), Минэити Кога (1944), Ясунари Кавабата (1972), Коносукэ Мацусита (1989), Соитиро Хонда (1991), Масару Ибука (1997), Акио Морита (1999)                        |
| 従三位    | Дзюсамми     | Третий класс младшей степени    | Като Киёмаса (1910), Акира Куросава (1998), Морисигэ Хисая (2009), Исудзу Ямада (2012), Кэн Такакура (2014), Дональд Кин (2019), Садако Огата (2019)                                                       |
| 正四位    | Сё:сии       | Четвёртый класс старшей степени | Сакамото Рёма, Ясухару Ояма, Кэйсукэ Окада, Ёсико Ямагути, Утако Симода |
| 従四位    | Дзюсии       | Четвёртый класс младшей степени | Татэо Като (1942) |
| 正五位    | Сё:гои       | Пятый класс старшей степени     | |
| 従五位    | Дзюгои       | Пятый класс младшей степени     | Ямакава Футаба (1904) |
| 正六位    | Сё:рокуи     | Шестой класс старшей степени    | |
| 従六位    | Дзюрокуи     | Шестой класс младшей степени    | Такэо Хиросэ (1900) |
| 正七位    | Сё:ситии     | Седьмой класс старшей степени   | |
| 従七位    | Дзюситии     | Седьмой класс младшей степени   | |
| 正八位    | Сё:хатии     | Восьмой класс старшей степени   | Татибана Сюта (1890) |
| 従八位    | Дзюхатии     | Восьмой класс младшей степени   | |